# La Llosa
|  | No s'ha de confondre amb altres municipis com la Llosa del Bisbe i la Llosa de Ranes. |

|  | Per a altres significats, vegeu «Llosa». |

La Llosa, també anomenada la Llosa de la Plana o la Llosa d'Almenara, és un municipi del País Valencià situat a la comarca de la Plana Baixa.

## Geografia
La població es troba entre dos tossals del sector meridional de la comarca de la Plana Baixa, i està rodejada de tarongerars. Les muntanyes pròximes no sobrepassen els 150 m d'altura, ja que són els primers contraforts de la Serra d'Espadà, on es recarreguen les nombroses fonts del municipi. Hi ha dos nuclis de població destacats: La Llosa i Casablanca. Limita amb Xilxes, Almenara i la Vall d'Uixó.
S'accedix al poble des de Castelló de la Plana prenent la N-340 o des de l'autovia A-7. També s'hi pot accedir en tren, ja que a la Llosa arriba la línia 6 de Rodalies de València.

## Història
Té el seu origen en una antiga alqueria islàmica. Jaume I, després de la conquesta, concedí una casa i un molí a Bernat Sauvi i terres a P. Flandina. Francesc de Próxita va comprar a Jaume el Just el 1292, la baronia d'Almenara, a la qual pertanyia la Llosa, li succeí en el senyoriu son fill Olfo. Lloc de moriscos, tenia 75 cases en 1609, i va pertànyer a la fillola de la Vall d'Uixó. Després de l'expulsió, se'l va concedir carta de població. El paludisme crònic de la zona va impedir la seua expansió demogràfica, però a partir del segle xix començà un progressiu creixement que es va accentuar en la dècada dels 60 del segle passat.

## Demografia
L'activitat majoritària és el cultiu de cítrics i de verdures i hortalisses. Hi ha diversos comerços que es dediquen a la manipulació de cítrics per a l'exportació.
| 1990 | 1992 | 1994 | 1996 | 1998 | 2000 | 2002 | 2004 | 2005 | 2006 | 2014 |
| ---- | ---- | ---- | ---- | ---- | ---- | ---- | ---- | ---- | ---- | ---- |
| 959  | 951  | 938  | 937  | 932  | 918  | 910  | 915  | 924  | 917  | 972  |

## Alcaldia
Des de 2007, l'alcalde de la Llosa és Joaquín José Llopis Casals del Partit Popular (PP).
| Període                       | Alcalde o alcaldessa          | Partit polític | Data de possessió | Observacions |
| ----------------------------- | ----------------------------- | -------------- | ----------------- | ------------ |
| 1979–1983                     | Luis Melchor Sanahuja         | UCD            | 19/04/1979        | --           |
| 1983–1987                     | Manuel Valls Orenga           | PSPV-PSOE      | 28/05/1983        | --           |
| 1987–1991                     | José Ricardo Casals Tamborero | PSPV-PSOE      | 30/06/1987        | --           |
| 1991–1995                     | Juan Tamargo Agea             | PSPV-PSOE      | 15/06/1991        | --           |
| 1995–1999                     | Juan Tamargo Agea             | PSPV-PSOE      | 17/06/1995        | --           |
| 1999–2003                     | Juan Tamargo Agea             | PSPV-PSOE      | 03/07/1999        | --           |
| 2003–2007                     | Juan Tamargo Agea             | PSPV-PSOE      | 14/06/2003        | --           |
| 2007–2011                     | Joaquín José Llopis Casals    | PP             | 16/06/2007        | --           |
| 2011–2015                     | Joaquín José Llopis Casals    | PP             | 11/06/2011        | --           |
| 2015–2019                     | Joaquín José Llopis Casals    | PP             | 13/06/2015        | --           |
| 2019-2023                     | Joaquín José Llopis Casals    | PP             | 15/06/2019        | --           |
| Des de 2023                   | n/d                           | n/d            | 17/06/2023        | --           |
| Fonts: Generalitat Valenciana |                               |                |                   |              |

## Llocs d'interès
A nivell monumental destaquen l'Església del Salvador, del segle xvii gòtic - barroca, presenta volta de creueria i arcs de mig punt; la Vila romana del Pla, de gran extensió i amb importants restes; i la Casa gòtica del segle xvi, casa particular al C/Olivera, presenta arcs rebaixats de pedra. Altres llocs d'interés són la Font de Carcau. Paratge natural amb restes romanes del s.II aC; la Via Augusta, ruta cicloturística; o La Marja, zona humida amb interessant vegetació i avifauna.
- Església Parroquial. Dedicada al Salvador.

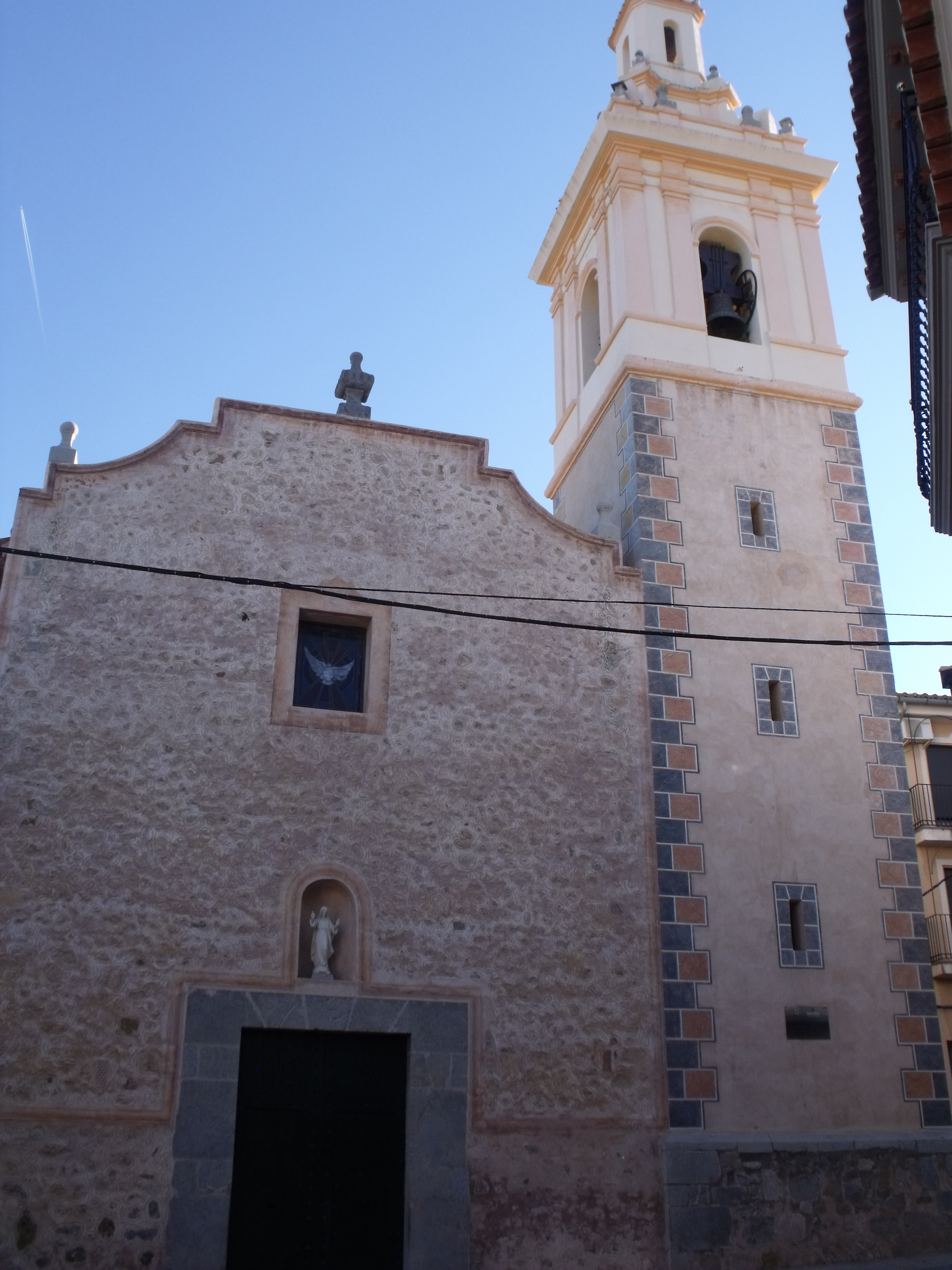
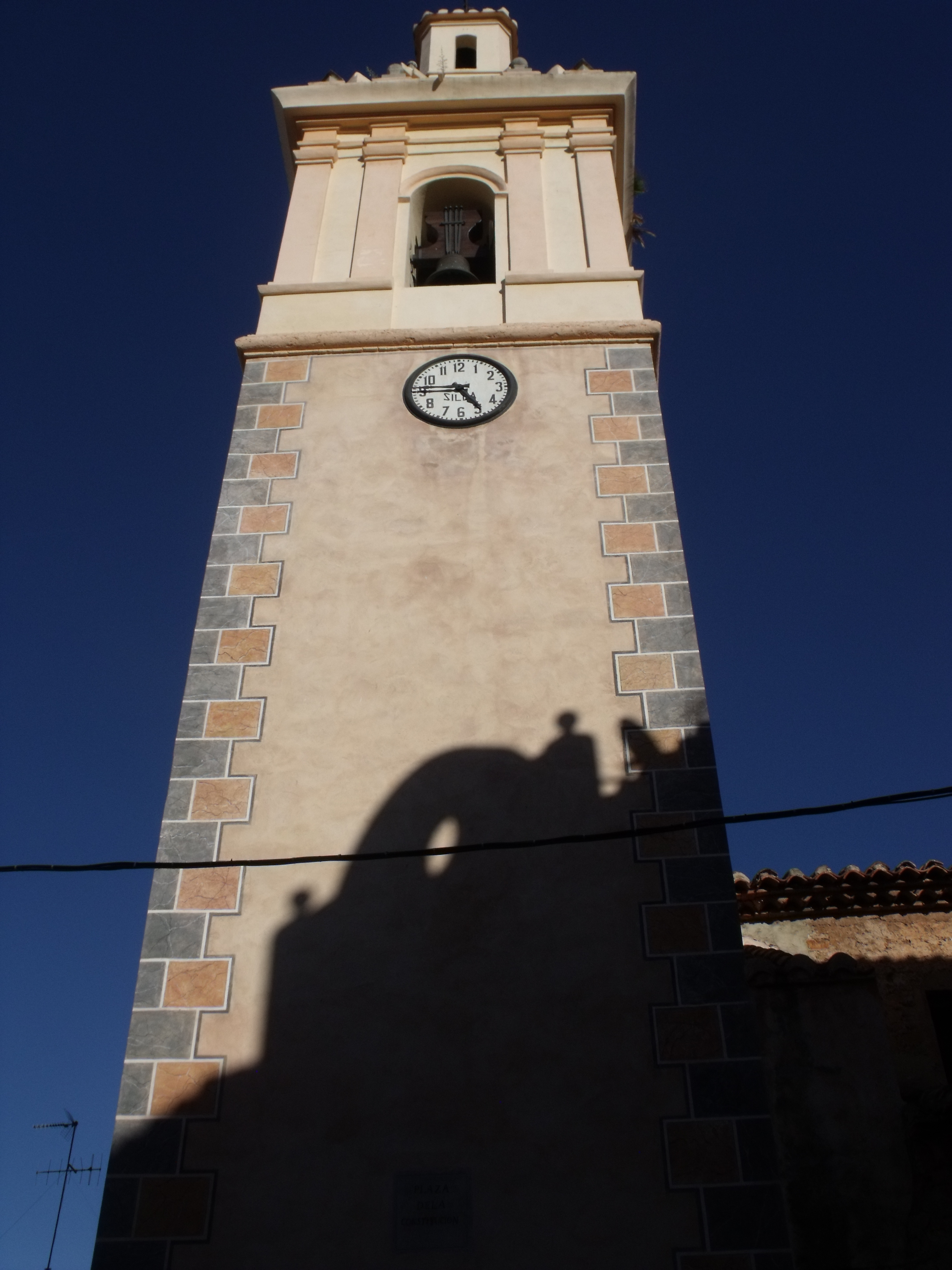
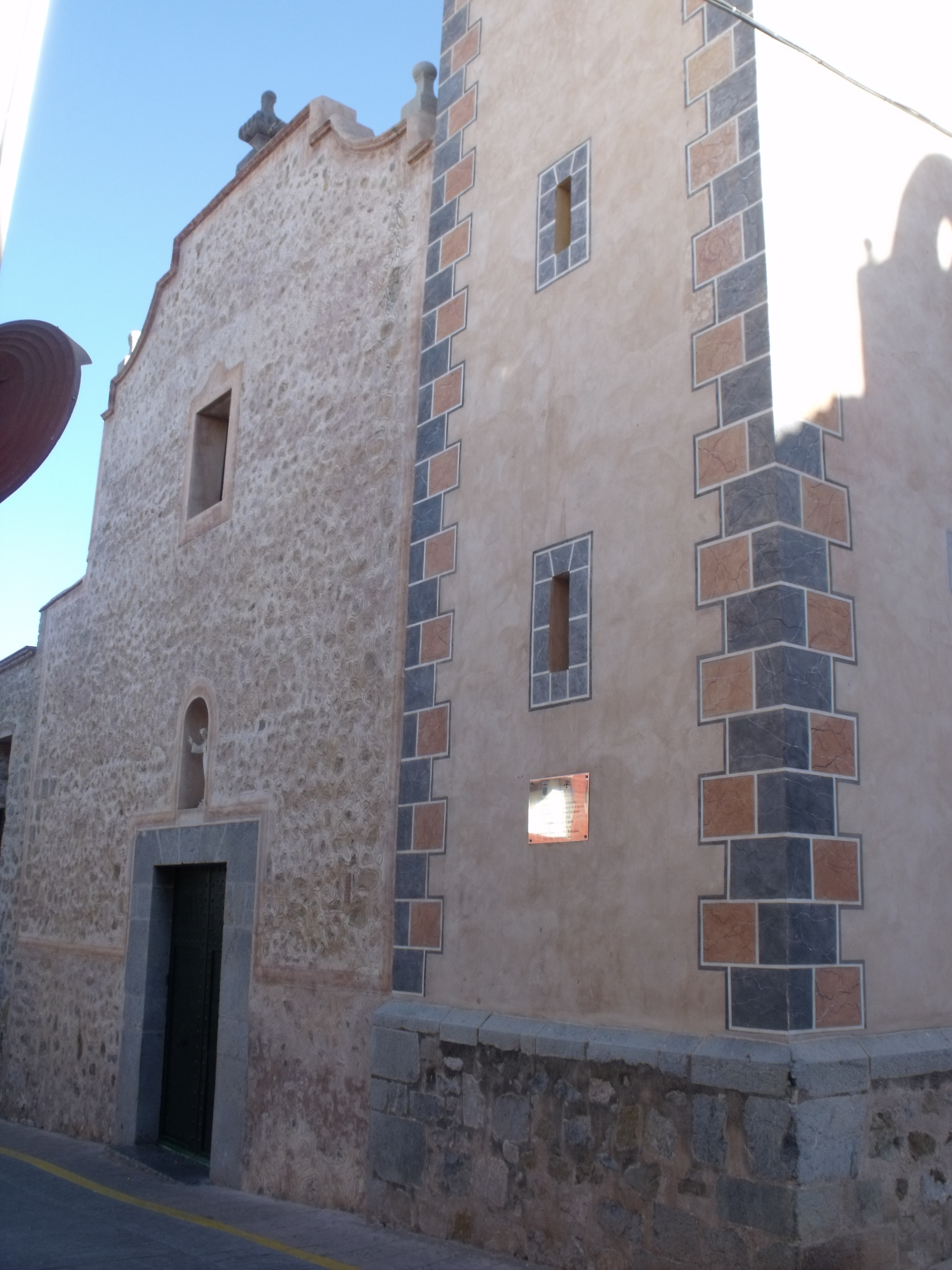
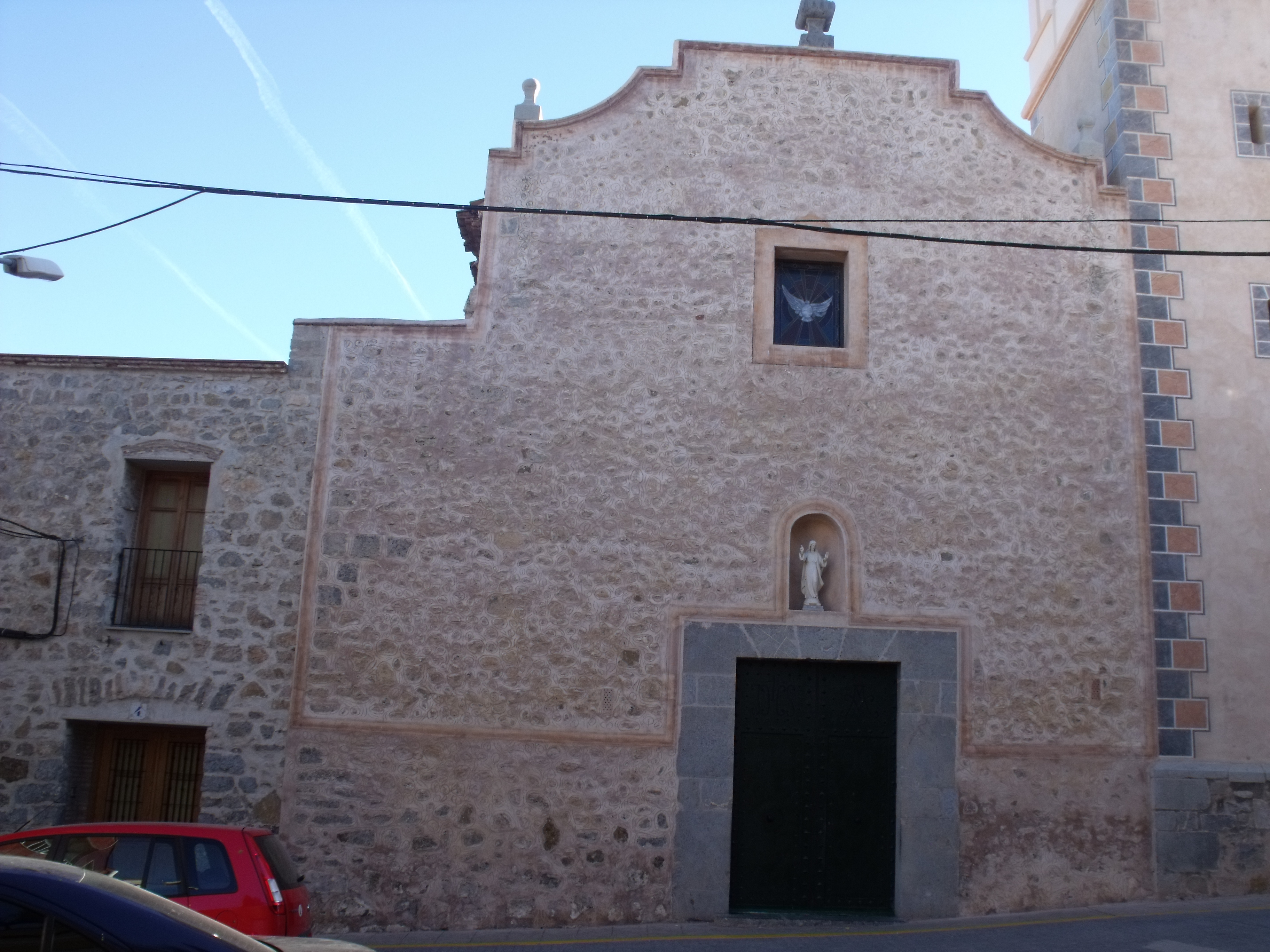

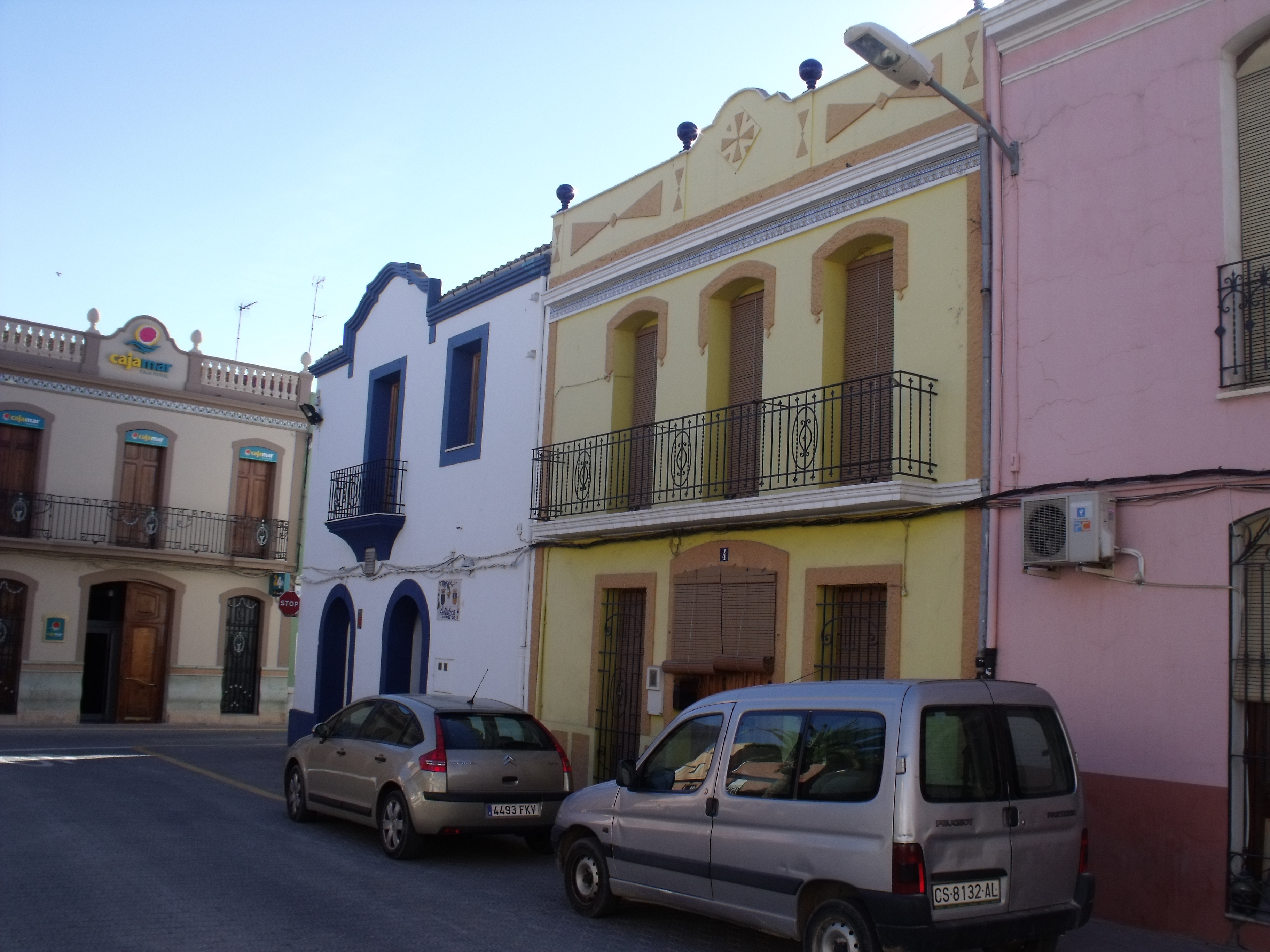
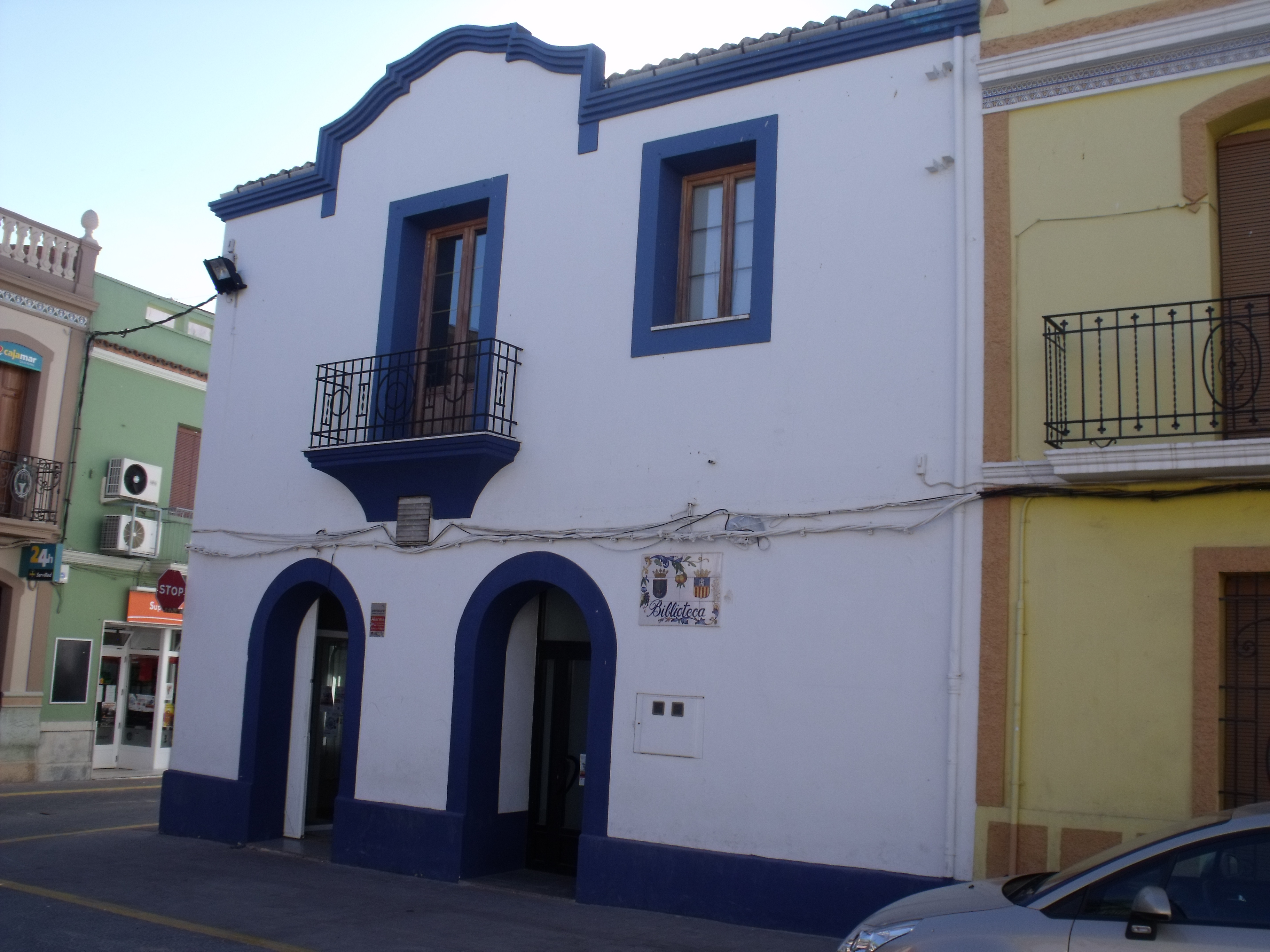

- Biblioteca Municipal

## Festes i celebracions
- Sant Felip Neri. Des del primer dissabte fins al segon dissabte de setembre, festivitat de Sant Felip Neri i Sant Isidre Llaurador, amb bous i revetlles.
- Sant Vicent Ferrer. Dilluns següent al Dilluns de Pasqua, festivitat de Sant Vicent Ferrer, amb bous i revetlles.